# Gaspare de Bono
Gaspare de Bono (Valencia, 5 gennaio 1530 – Valencia, 14 luglio 1604) è stato un presbitero spagnolo dell'ordine dei Minimi. Venne beatificato da papa Pio VI nel 1786.

## Biografia
Nato in Spagna da un'umile famiglia di origini francesi, prestò servizio militare sotto Carlo V combattendo in Italia: ferito in Lombardia, fece voto di entrare nei minimi di san Francesco di Paola in caso di guarigione.
Risanato, nel 1560 vestì l'abito religioso e nel 1561 emise la sua professione solenne. Fu ordinato sacerdote.
Ricoprì l'incarico di maestro dei novizi e di correttore di numerosi conventi dell'ordine: nel capitolo di Alaquàs del 1602, dietro suggerimento dell'arcivescovo Giovanni de Ribera, fu eletto superiore provinciale.
Morì in odore di santità nel 1604.

## Il culto
Fu beatificato da papa Pio VI il 10 settembre 1786.
Il suo elogio si legge nel Martirologio romano al 14 luglio: A Valencia in Spagna, beato Gaspare de Bono, sacerdote dell'Ordine dei Minimi, che lasciò le armi di principe del mondo per la milizia di Cristo Re e per amore della casa dell'Ordine nella provincia spagnola, che resse con prudenza e carità.